# Private Investigations
"Private Investigations" is een nummer van de Britse rockband Dire Straits. Het verscheen voor het eerst op het album Love over Gold uit 1982. Het nummer werd op 27 augustus dat jaar op single uitgebracht.

## Achtergrond
Het nummer verscheen niet als single in de Verenigde Staten, in thuisland het Verenigd Koninkrijk daarentegen, bereikte Private Investigations de 2e positie in de UK Singles Chart.
In Nederland werd de plaat veel gedraaid op Hilversum 3 en werd een gigantische hit in de destijds drie landelijke hitlijsten op de nationale publieke popzender. De plaat bereikte in zowel de Nederlandse Top 40, Nationale Hitparade als de TROS Top 50 de nummer 1-positie. In de Europese hitlijst op Hilversum 3, de TROS Europarade, bereikte de plaat de 2e positie.
In België bereikte de plaat de nummer 1-positie in zowel de voorloper van de Vlaamse Ultratop 50 als de Vlaamse Radio 2 Top 30. In Wallonië werd géén notering behaald.
Sinds de allereerste editie in december 1999 staat de plaat onafgebroken genoteerd in de jaarlijkse NPO Radio 2 Top 2000 van de Nederlandse publieke radiozender NPO Radio 2, met als hoogste notering een 7e positie in 2002.

## Hitnoteringen

### Nederlandse Top 40
| "Private Investigations" in de Nederlandse Top 40 - binnen: 11-09-1982 | "Private Investigations" in de Nederlandse Top 40 - binnen: 11-09-1982 | "Private Investigations" in de Nederlandse Top 40 - binnen: 11-09-1982 | "Private Investigations" in de Nederlandse Top 40 - binnen: 11-09-1982 | "Private Investigations" in de Nederlandse Top 40 - binnen: 11-09-1982 | "Private Investigations" in de Nederlandse Top 40 - binnen: 11-09-1982 | "Private Investigations" in de Nederlandse Top 40 - binnen: 11-09-1982 | "Private Investigations" in de Nederlandse Top 40 - binnen: 11-09-1982 | "Private Investigations" in de Nederlandse Top 40 - binnen: 11-09-1982 | "Private Investigations" in de Nederlandse Top 40 - binnen: 11-09-1982 | "Private Investigations" in de Nederlandse Top 40 - binnen: 11-09-1982 | "Private Investigations" in de Nederlandse Top 40 - binnen: 11-09-1982 | "Private Investigations" in de Nederlandse Top 40 - binnen: 11-09-1982 |
| Week                                                                   | 1                                                                      | 2                                                                      | 3                                                                      | 4                                                                      | 5                                                                      | 6                                                                      | 7                                                                      | 8                                                                      | 9                                                                      | 10                                                                     | 11                                                                     |                                                                        |
| ---------------------------------------------------------------------- | ---------------------------------------------------------------------- | ---------------------------------------------------------------------- | ---------------------------------------------------------------------- | ---------------------------------------------------------------------- | ---------------------------------------------------------------------- | ---------------------------------------------------------------------- | ---------------------------------------------------------------------- | ---------------------------------------------------------------------- | ---------------------------------------------------------------------- | ---------------------------------------------------------------------- | ---------------------------------------------------------------------- | ---------------------------------------------------------------------- |
| Nummer                                                                 | 23                                                                     | 8                                                                      | 3                                                                      | 1                                                                      | 1                                                                      | 1                                                                      | 1                                                                      | 3                                                                      | 11                                                                     | 23                                                                     | 34                                                                     | uit                                                                    |

### Nationale Hitparade
| "Private Investigations" in de Nationale Hitparade - binnen: 18-09-1982 | "Private Investigations" in de Nationale Hitparade - binnen: 18-09-1982 | "Private Investigations" in de Nationale Hitparade - binnen: 18-09-1982 | "Private Investigations" in de Nationale Hitparade - binnen: 18-09-1982 | "Private Investigations" in de Nationale Hitparade - binnen: 18-09-1982 | "Private Investigations" in de Nationale Hitparade - binnen: 18-09-1982 | "Private Investigations" in de Nationale Hitparade - binnen: 18-09-1982 | "Private Investigations" in de Nationale Hitparade - binnen: 18-09-1982 | "Private Investigations" in de Nationale Hitparade - binnen: 18-09-1982 | "Private Investigations" in de Nationale Hitparade - binnen: 18-09-1982 | "Private Investigations" in de Nationale Hitparade - binnen: 18-09-1982 | "Private Investigations" in de Nationale Hitparade - binnen: 18-09-1982 | "Private Investigations" in de Nationale Hitparade - binnen: 18-09-1982 |
| Week                                                                    | 1                                                                       | 2                                                                       | 3                                                                       | 4                                                                       | 5                                                                       | 6                                                                       | 7                                                                       | 8                                                                       | 9                                                                       | 10                                                                      | 11                                                                      |                                                                         |
| ----------------------------------------------------------------------- | ----------------------------------------------------------------------- | ----------------------------------------------------------------------- | ----------------------------------------------------------------------- | ----------------------------------------------------------------------- | ----------------------------------------------------------------------- | ----------------------------------------------------------------------- | ----------------------------------------------------------------------- | ----------------------------------------------------------------------- | ----------------------------------------------------------------------- | ----------------------------------------------------------------------- | ----------------------------------------------------------------------- | ----------------------------------------------------------------------- |
| Nummer                                                                  | 2                                                                       | 1                                                                       | 1                                                                       | 1                                                                       | 1                                                                       | 1                                                                       | 2                                                                       | 8                                                                       | 15                                                                      | 21                                                                      | 39                                                                      | uit                                                                     |

### TROS Top 50
Hitnotering: 09-09-1982 t/m 18-11-1982. Hoogste notering: #1 (4 weken).

### TROS Europarade
Hitnotering: 26-09-1982 t/m 02-01-1983. Hoogste notering: #2 (1 week).

### Evergreen Top 1000
| Evergreen Top 1000 "Private Investigations" | Evergreen Top 1000 "Private Investigations" | Evergreen Top 1000 "Private Investigations" | Evergreen Top 1000 "Private Investigations" | Evergreen Top 1000 "Private Investigations" | Evergreen Top 1000 "Private Investigations" | Evergreen Top 1000 "Private Investigations" | Evergreen Top 1000 "Private Investigations" | Evergreen Top 1000 "Private Investigations" | Evergreen Top 1000 "Private Investigations" | Evergreen Top 1000 "Private Investigations" | Evergreen Top 1000 "Private Investigations" | Evergreen Top 1000 "Private Investigations" | Evergreen Top 1000 "Private Investigations" | Evergreen Top 1000 "Private Investigations" | Evergreen Top 1000 "Private Investigations" | Evergreen Top 1000 "Private Investigations" |
| Jaar                                        | 2008                                        | 2009                                        | 2010                                        | 2011                                        | 2012                                        | 2013                                        | 2014                                        | 2015                                        | 2016                                        | 2017                                        | 2018                                        | 2019                                        | 2020                                        | 2021                                        | 2022                                        | 2023                                        |
| ------------------------------------------- | ------------------------------------------- | ------------------------------------------- | ------------------------------------------- | ------------------------------------------- | ------------------------------------------- | ------------------------------------------- | ------------------------------------------- | ------------------------------------------- | ------------------------------------------- | ------------------------------------------- | ------------------------------------------- | ------------------------------------------- | ------------------------------------------- | ------------------------------------------- | ------------------------------------------- | ------------------------------------------- |
| Positie                                     | -                                           | -                                           | -                                           | -                                           | -                                           | -                                           | -                                           | -                                           | -                                           | 82                                          | 68                                          | 72                                          | 71                                          | 94                                          | 77                                          | 90                                          |

### NPO Radio 2 Top 2000
| Nummer met noteringen in de NPO Radio 2 Top 2000 | '99 | '00 | '01 | '02 | '03 | '04 | '05 | '06 | '07 | '08 | '09 | '10 | '11 | '12 | '13 | '14 | '15 | '16 | '17 | '18 | '19 | '20 | '21 | '22 | '23 | '24 |
| ------------------------------------------------ | --- | --- | --- | --- | --- | --- | --- | --- | --- | --- | --- | --- | --- | --- | --- | --- | --- | --- | --- | --- | --- | --- | --- | --- | --- | --- |
| Private Investigations                           | 57  | 19  | 14  | 7   | 17  | 24  | 29  | 31  | 35  | 25  | 37  | 36  | 47  | 49  | 66  | 70  | 67  | 67  | 69  | 80  | 87  | 95  | 93  | 99  | 97  | 75  |

1. ↑  Een vetgedrukt getal geeft de hoogste notering aan.

### JOE FM Hitarchief Top 2000
| "Private Investigations" | "Private Investigations" | "Private Investigations" | "Private Investigations" | "Private Investigations" |
| Jaar                     | 2009                     | 2010                     | 2011                     | 2012                     |
| ------------------------ | ------------------------ | ------------------------ | ------------------------ | ------------------------ |
| Positie                  | 15                       | 20                       | 21                       | 23                       |

Mark Knopfler · John Illsley
Guy Fletcher · Alan Clark · David Knopfler · Pick Withers · Hal Lindes · Terry Williams · Jack Sonni